# Нарукавні знаки Збройних сил України

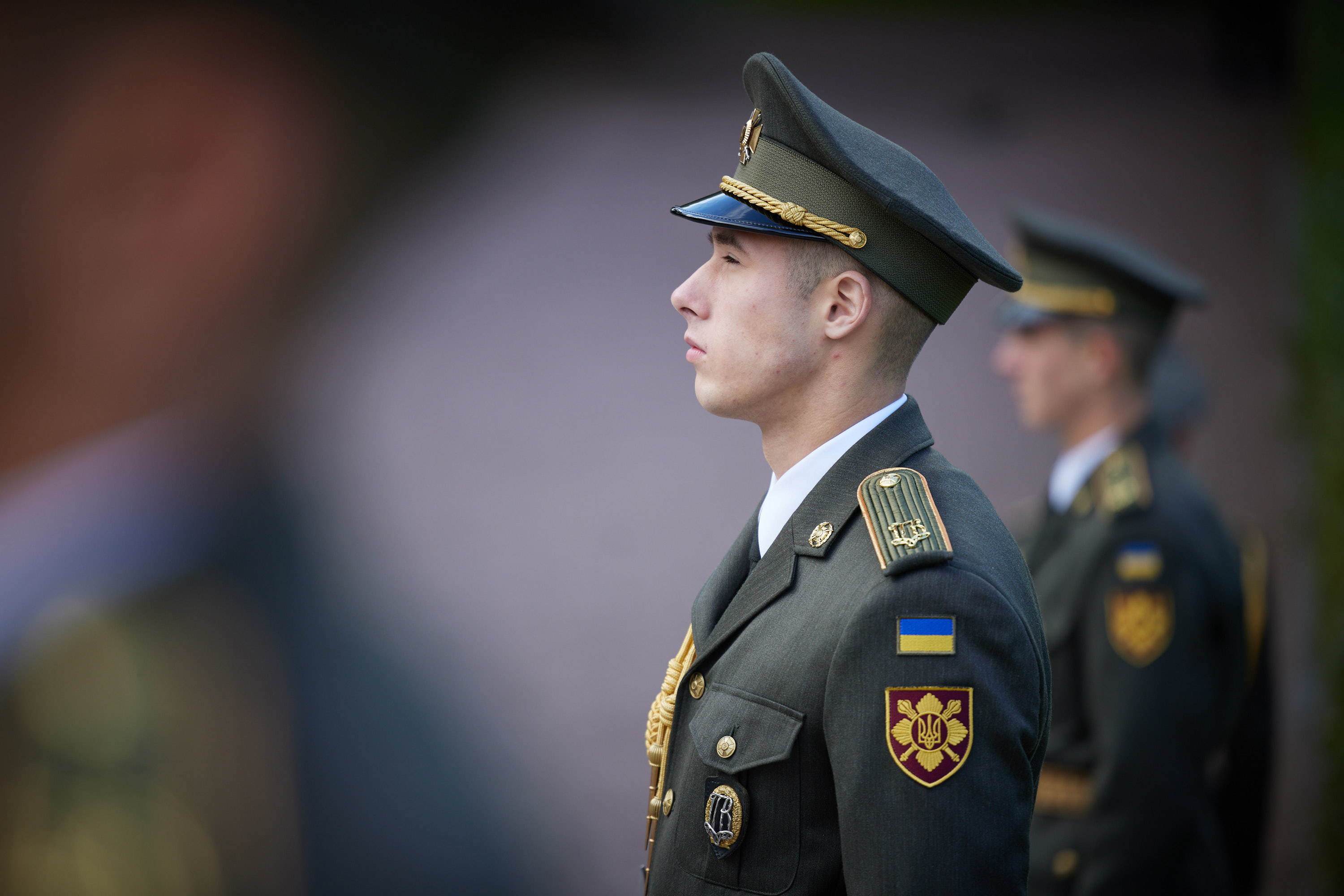
Військовослужбовець Почесної варти ЗСУ з нарукавним знаком «Державний Прапор України» та нарукавном знаком Почесної варти

Нарукавні знаки Збройних сил України — декоративно-інформаційні елементи оздоблення форменого одягу військовослужбовців Збройних сил України.
Теперішні нарукавні знаки ЗСУ затверджені 2017 року (зі змінами і доповненням у 2020 році).

## Тризуб Петлюри
На переважній більшості нарукавних знаків головним елементом є «Тризуб Петлюри». 1919 року Симон Петлюра ініціював використання нарукавних знаків в Армії УНР. Згідно з наказом № 113 від 30 липня 1919 року запровадили: «Нарукавний відзнак — тризуб високостю 100—101 міліметрів, широкостю 88–89 міліметрів. Тризуб матерчатий, фарби по родам зброї, форми по малюнку. Матерчатий тризуб міститься на лівим рукаві з наружної сторони, трохи наперед по середині, поміж плечевими швами рукава та ліктем, з пришивом в 12 місцях, показаних на малюнках хрестами». Розмір тризуба змінили у квітні 1920 року: «На лівому рукаві між ліктем і плечем нашивається Державний герб України. Ширина 5−6 сантиметрів, довжина 8−91/2 сантиметрів, ширина нижнього бічних зубців 11/3 сантиметрів, верхнього — 1 сантиметр. Ширина елементів герба — 1 сантиметр».
2016 року художник-геральдист Олекса Руденко, історик Василь Павлів і журналіст Віталій Гайдукевич розробили концепцію військової символіки, спираючись на досвід УНР. Технічний опис нарукавних знаків військовослужбовців ЗСУ затвердили 6 липня 2017 року . А 20 листопада 2017 року міністр оборони Степан Полторак підписав наказ № 606 «Про затвердження Правил носіння військової форми одягу та знаків розрізнення військовослужбовцями Збройних Сил України та ліцеїстами військових ліцеїв». Цим документом передбачався новий підхід до символіки і нарукавних знаків.

## Нарукавні знаки видів збройних сил

Сухопутні війська [6] .
Повітряні сили [6].
Військово-морські сили[6].

## Нарукавні знаки окремих родів сил та родів військ

Сили спеціальних операцій [6].
Сили територіальної оборони [6].
Медичні сили[6].
Війська зв'язку та кібербезпеки [6].
Десантно-штурмові війська [6].

## Нарукавні знаки родів військ

### Сухопутні війська

Механізовані війська СВ [6]
Ракетні війська та артилерія СВ [6]
Танкові війська СВ [6]
Гірська піхота СВ [6]
ППО СВ [6]
Армійська авіація СВ[6]
Інженерні війська СВ
Війська зв'язку СВ

### Повітряні сили

Авіація повітряних сил [6].
Зенітно-ракетні війська [6].
Радіо-технічні війська [6].

### Військово-морські сили

Морська авіація [6].
Берегові війська [6].
Морська піхота [6].

## Нарукавні знаки спеціальних військ та служб

Інженерні війська [6].
Державна спеціальна служба транспорту[6].
Військова служба правопорядку [2].

## Нарукавні знаки органів військового керування

### Головнокомандувач ЗСУ, Генеральний штаб, Міністерство оборони

Міністерство оборони України [6][7].
Міністр оборони України [6][8].
Апарат Головнокомандувача ЗСУ[2].
Головнокомандувач ЗСУ [6].
Служба військового капеланства Апарату Головнокомандувача ЗСУ
Генеральний штаб [2][9].
Командування об'єднаних сил
Головний командний центр
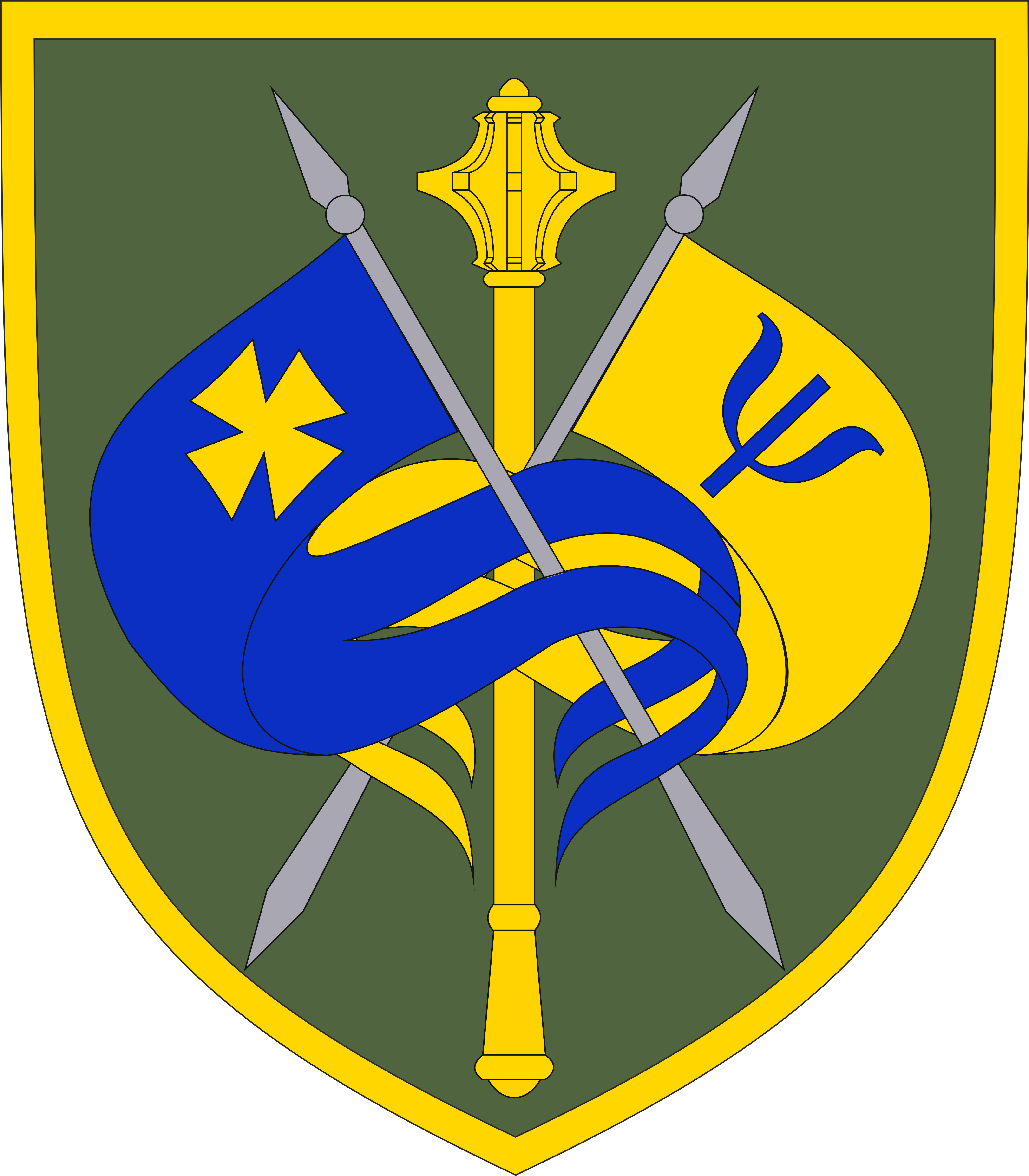
Головне управління морально-психологічного забезпечення
Управління по роботі з сержантським складом
Центр забезпечення службової діяльності МО та ГШ
Головне управління соціальної підтримки МО

### Командування

#### Командування видів збройних сил

Командування Сухопутних військ.
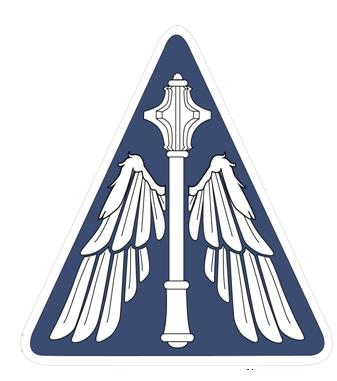
Командування Повітряних Сил
Командування Військово-морських сил

#### Командування окремих родів сил/військ

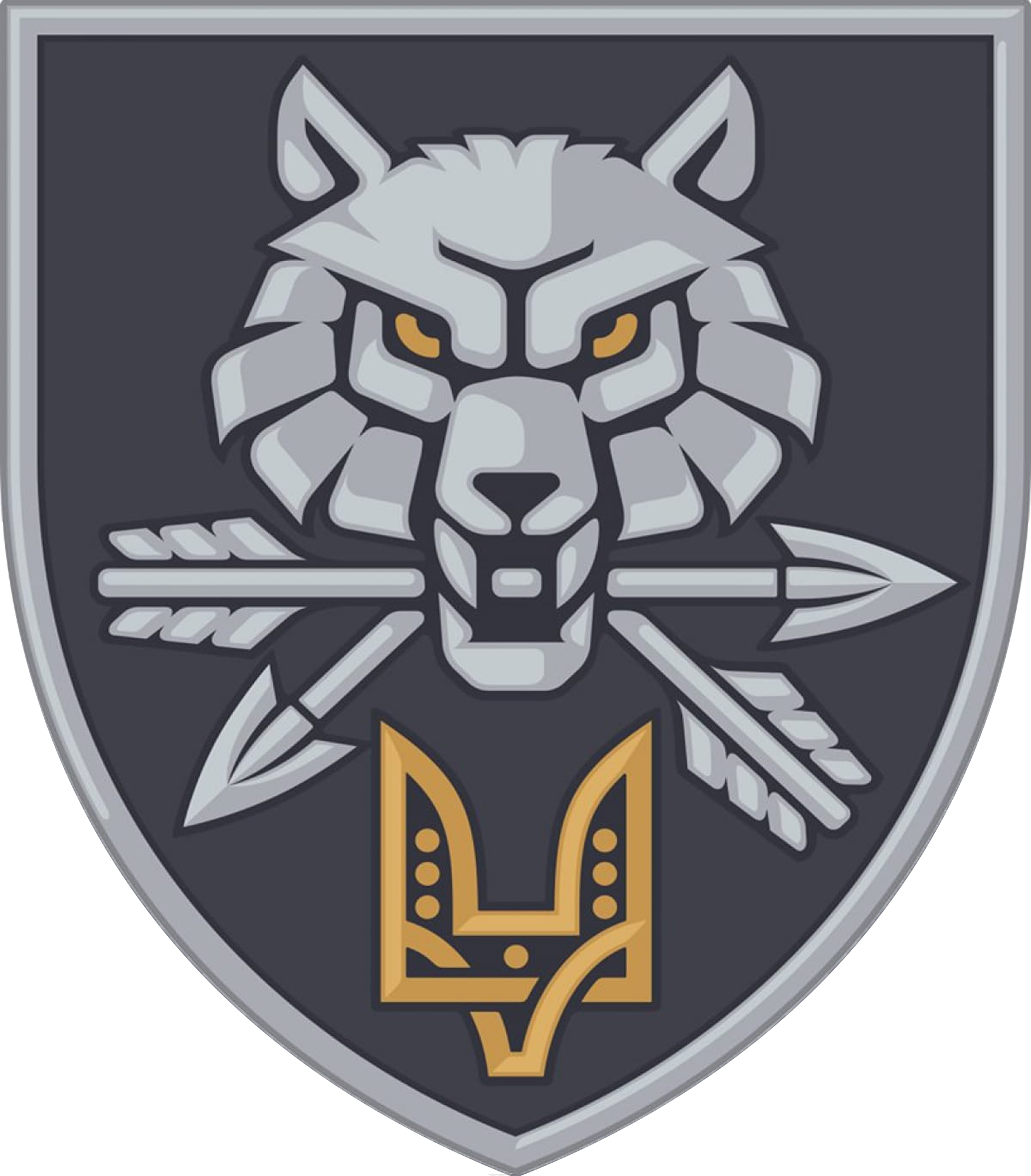
Командування Сил спеціальних операцій.
Командування Сил територіальної оборони.
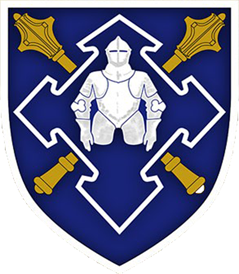
Командування сил логістики
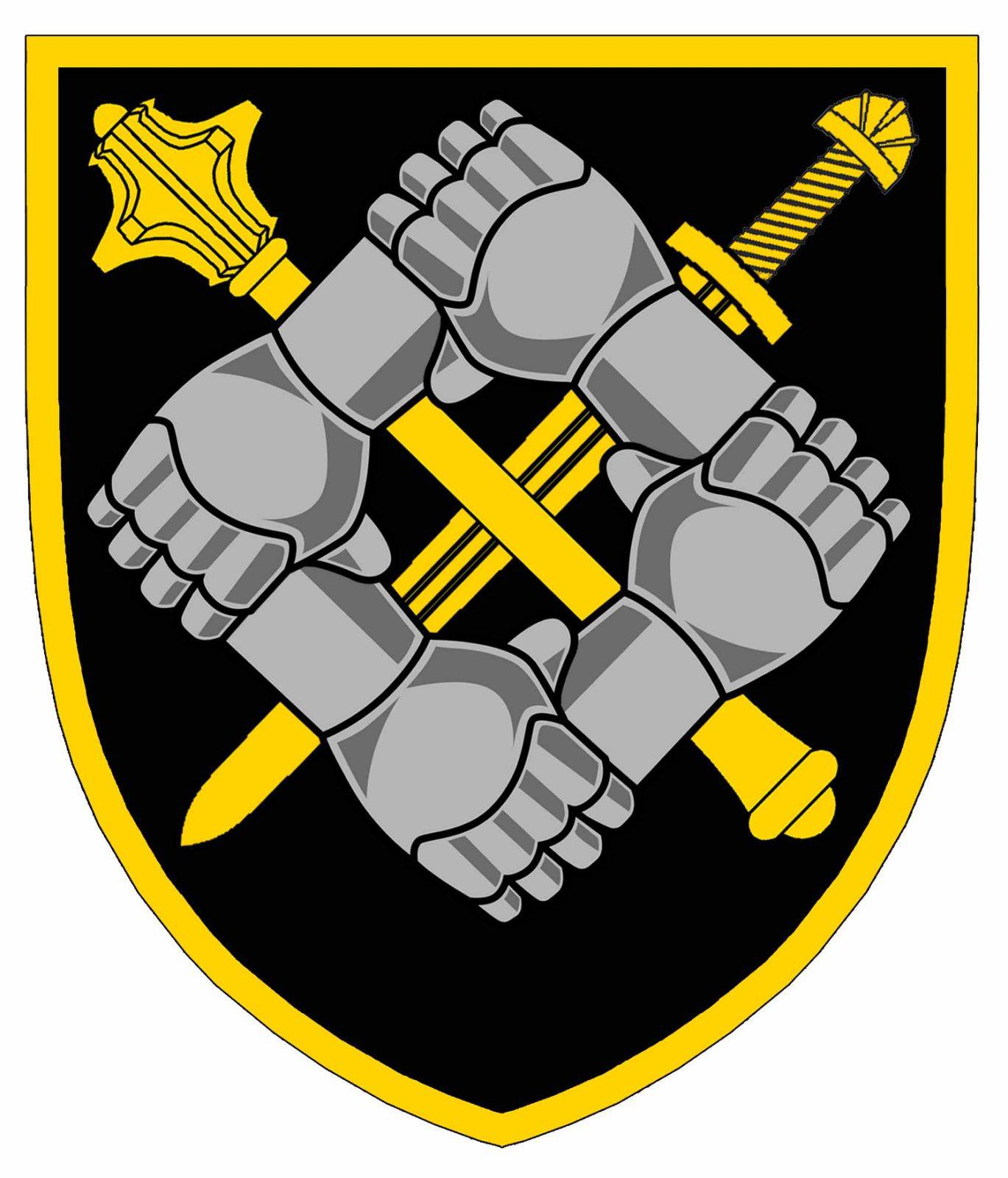
Командування Сил підтримки
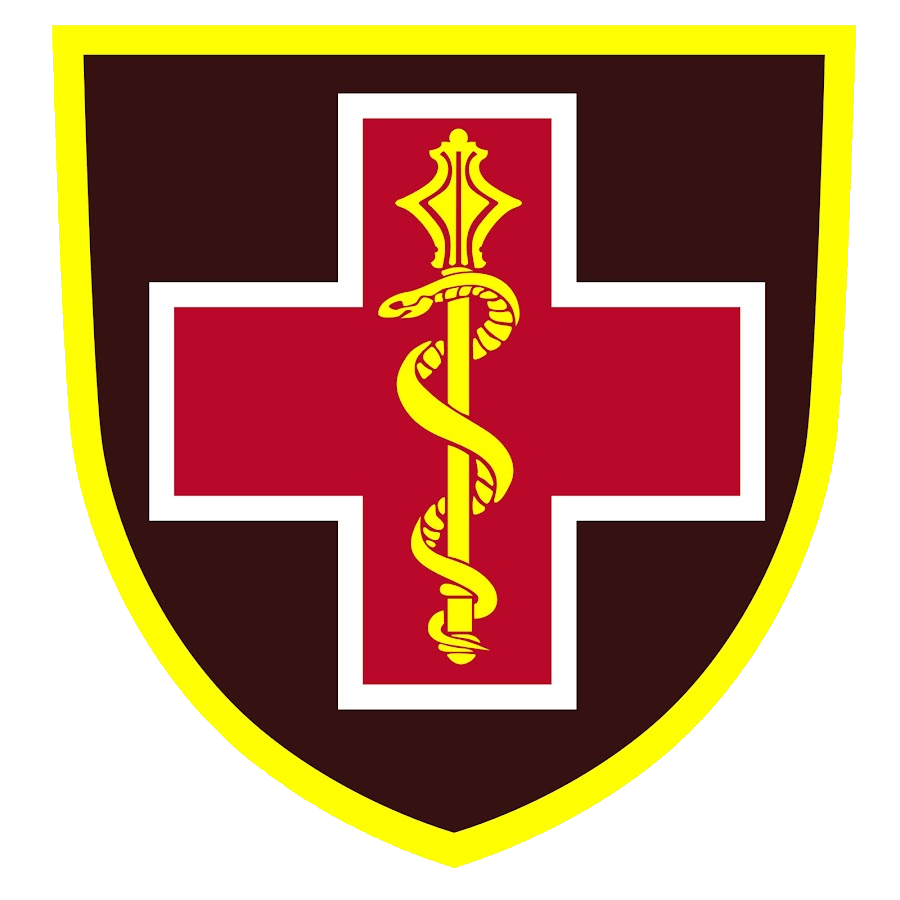
Командування Медичних сил
Командування Військ зв'язку та кібербезпеки
Командування Десантно-штурмових військ

#### Командування родів військ

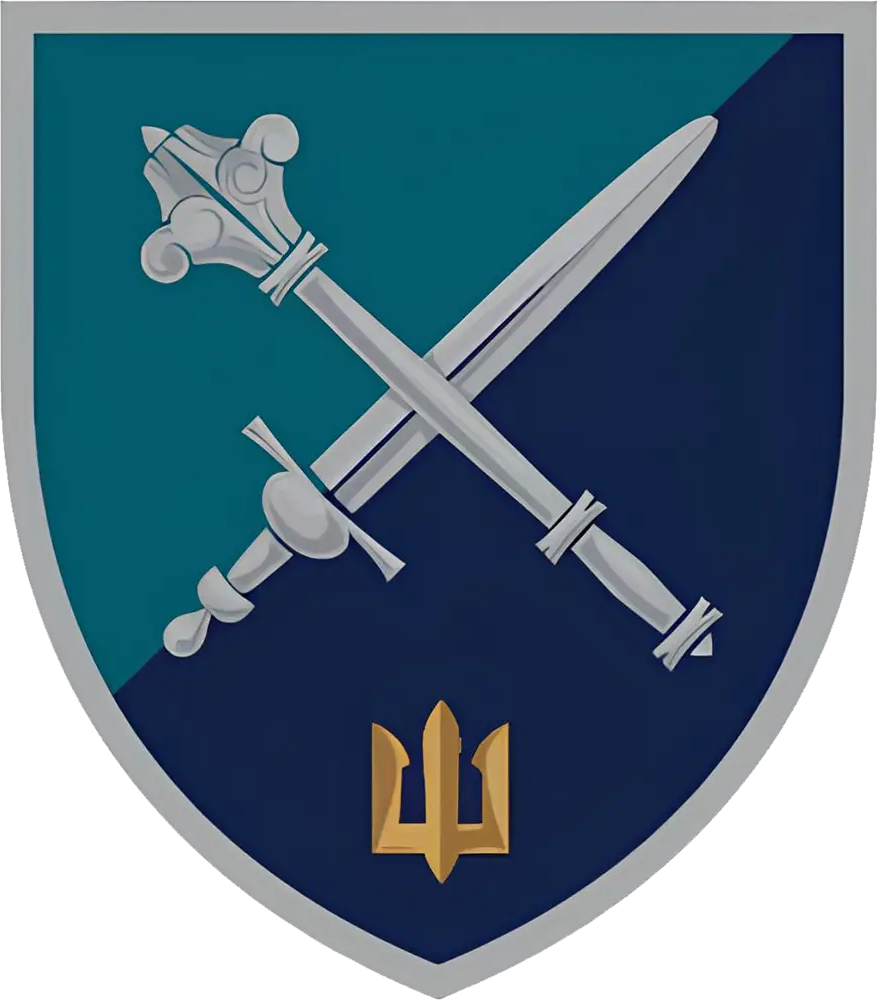
Командування морської піхоти

### Відео
- Історія України, яка зашита в шеврони та назви бригад ЗСУ